# Карагач (приток Судака)
Карага́ч (также Фундуклы́; крымскотат. Qarağaç, Къарагъач, Fındıqlı, Фындыкълы, укр. Карагач, Фундукли) — река на юго-восточном берегу Крыма, правый приток реки Судак. Длина реки 13 км, площадь водосбора 52,9 км². Исток находится на южном склоне хребта Хамбал (где река носит название Фундуклы) Главной гряды Крымских гор. Течёт в юго-восточном направлении, образуя небольшую долину, которую принято подразделять на две: в верховье — Карагач и в низовье Айсавскую долину (названную по развалинам греческой церкви Ай-Сава), в которой расположены северные предместья Судака.
Согласно справочнику «Поверхностные водные объекты Крыма» у реки 2 притока — левый Караджа, впадающий в 2,8 км от устья и 1 безымянный, впадает в 2,2 км от устья. В труде Ивана Миклашевского «Водное законодательство и право в России», упомянуты «истоки» Мухан-Узень и Яман-Ел (на современных картах балка Мухаэль и урочище Яман-Йол. Карагач впадает в реку Судак в черте одноимённого города в 2,2 километрах от устья.

Карагач впервые кратко описан в труде Петра Симона Палласа «Наблюдения, сделанные во время путешествия по южным наместничествам Русского государства в 1793—1794 годах» 
…маленький ручей Карагач, выходящий из прилегающей с запада долины, который течет не каждый год и почти всегда летом пересыхает. Вода… …распределяется повсюду хорошо устроенными каналами, служит для орошения виноградников и оплодотворения почвы долины….
Река, как и её маловодные притоки, пересыхает в летние месяцы, тем не менее, с древнейших времён вода Карагача активно использовалась для орошения. Система устройства оросительных систем и распределения воды регулировалась вначале, видимо, устными договорённостями, а, с XIX века — договорами между землевладельцами, оформленными в органах власти. Водоохранная зона реки установлена в 50 м